# Lennox Ballah
Lennox Fitzroy Ballah (Fyzabad, 26 augustus 1929 - Cocorite, 29 maart 2003) was een rechter uit Trinidad en Tobago. Van 1989 tot 1997 was hij directeur van het Institute of Marine Affairs in zijn land. Vanaf 2002 was hij een jaar lang tot zijn overlijden rechter van het Internationale Zeerechttribunaal.

## Levensloop
Ballah studeerde voor leraar aan het Government Teachers' Training College en de Universiteit van de West Indies in Engeland en voerde dit vak vervolgens van 1947 tot 1962 uit in zijn eigen land en in Ghana. In 1963 werd hij docent aan het Commonwealth Institute in Londen. Tijdens zijn tweejarige verblijf in Engeland studeerde hij ernaast aan de Universiteit van Londen. In 1965 behaalde hij zijn Master of Laws aan de New York-universiteit in de Verenigde Staten.
In 1965 trad hij in dienst van het Ministerie van Buitenlandse Zaken en van 1967 tot 1970 werkte hij voor de permanente vertegenwoordiging van zijn land bij de Verenigde Naties. Van 1989 tot 1997 was hij directeur van het Institute of Marine Affairs in Trinidad en Tobago. Ballah was zowel in de Verenigde Staten als in zijn eigen land toegelaten tot de advocatuur en was onder meer lid van de American Society of International Law en de International Law Association.
Tijdens de onderhandelingen met Venezuela en Brazilië over visserijrechten leidde Ballah de delegatie uit Trinidad en Tobago. Daarnaast nam hij deel aan de derde VN-Zeerechtenconferentie en was hij betrokken bij de Internationale Zeebodemautoriteit (International Seabed Authority) dat de waarnemende status heeft bij de Verenigde Naties. In 2002 werd hij benoemd tot rechter van het Internationale Zeerechttribunaal in Hamburg. Zijn ambt eindigde echter voortijdig toen hij een klein jaar later overleed.